# Еманова, Мария Васильевна
Мари́я Васи́льевна Еманова (21 октября 1922 года, хутор Рудко, Гадячский район, Полтавская область — 17 марта 1987 года, Пенза) — советский историк, руководящий работник высшей школы, кандидат исторических наук. Ректор Пензенского государственного педагогического института им. В. Г. Белинского (1970—1985).

## Биография
Родилась 21 октября 1922 года в хуторе Рудко Гадячского района Полтавской области
В 1940 году окончила среднюю школу и поступила в Московский государственный педагогический институт им. В. И. Ленина.
Участница Великой Отечественной войны, в 1942—1945 годах — связистка 2-й зенитно-прожекторной дивизии Северного фронта ПВО. В Пензе с 1947 года.
В 1951 году окончила исторический факультет ПГПИ им. Белинского. Находилась на комсомольской и партийной работе, делегат XI съезда ВЛКСМ (1949). В начале 1960-х — заведующая отделом Пензенского обкома КПСС по школам и вузам, затем до 1970 года преподавала историю КПСС в инженерно-строительном институте (Пенза).
В 1968 году окончила заочную аспирантуру МГУ им. М. В. Ломоносова, защитив кандидатскую диссертацию по истории КПСС по теме: «Партийные организации в борьбе за выполнение программы КПСС в области народного образования».
С 1970 по 1985 год — ректор ПГПИ им. В. Г. Белинского, доцент кафедры истории КПСС.
За время её руководства вузом в значительной степени укрепилась и получила дальнейшее развитие материально-техническая база. В 1972 г. сдано в эксплуатацию здание естественно-географического факультета, в 1974 г. сдав в эксплуатацию главный корпус Педагогического института с десятками аудиторий, библиотекой, актовым и читальным залами, построена лыжная база. В 1977—1978 гг. в помещении общежития оборудованы профилакторий на 75 мест и медицинский пункт. В вузе осуществлён переход на кабинетную систему обучения. В 1981 г. был введён в строй первый блок общежития на 1100 мест, в 1982 г. — второй блок. В 1981 г. ПГПИ был признан победителем Всесоюзного социалистического соревнования среди вузов.
Области научных интересов: история Пензенской организации КПСС, история народного образования.
Научная публикация: Забота партийной организации о повышении материального и культурного уровня жизни трудящихся // Очерки истории Пензенской организации КПСС. Пенза, 1974 (в соавт.).
М. В. Емановой не стало 17 марта 1987 года. Похоронена на Новозападном кладбище г. Пензы.

## Награды
- Орден Отечественной войны II степени[4];
- Орден Трудового Красного Знамени (1978);
- Орден «Знак Почёта» (1960);
- Медаль «За победу над Германией в Великой Отечественной войне 1941—1945 гг.»
- Медаль «За трудовую доблесть»;
- Юбилейные медали СССР (20, 30, 40 лет Победы в Великой Отечественной войне 1941—1945 гг.).